# Tchaj-jie-čch’
Tchaj-jie-čch’ nebo jezero Tchaj-jie (čínsky pchin-jinem Tàiyèchí, znaky 太液池) je umělé jezero, které se nachází v historickém centru Pekingu v bývalém Císařském městě, západně od Zakázaného města.
Krása jezera a jeho užitečnost pro zásobování vodou byly zohledněny při výběru umístění paláce chána Kublaje a města Pekingu. Jezero se zachovalo, nicméně je rozděleno do tří částí, doslova „tří moří“, severního (Pej-chaj), středního (Čung-chaj) a jižního (Nan-chaj). Severní jezero je částí veřejného parku Pej-chaj, jižní dvě tvoří většinu rozlohy areálu Čung-nan-chaj, sídla ústředí Komunistické strany Číny a vlády Čínské lidové republiky.

## Historie

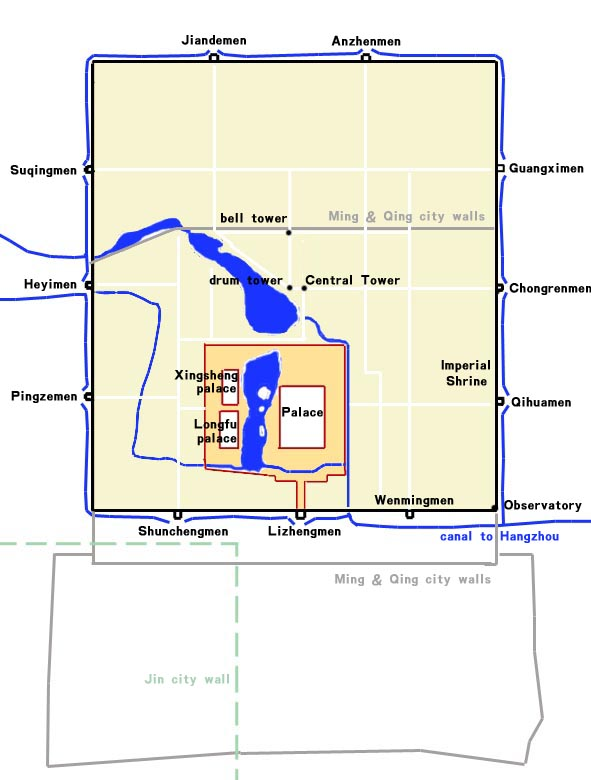
Plán jüanského Ta-tu s jezery a paláci Zakázaného města v centru. Hradby ťinského, mingského a čchingského města vyznačeny světle šedě.

Peking po roce 1553, jezero Tchaj-jie dělí Císařské město

Jezero bylo poprvé postaveno v rámci regulace toku řeky Ťin-šuej tekoucí ze severu k tehdejšímu Pekingu (Čung-tu, Střední hlavní město), za Čeng-cunga, císaře džürčenské říše Ťin. Džürčenské Čung-tu leželo jižně od pozdější jüanské a mingské metropole a bylo zásobováno vodou z nezávislých zdrojů. Roku 1179 ťinští panovníci postavili vedle nového jezera palác Velkého míru (palác Ta-ning).
Po válkách Džürčenů s Mongoly a mongolském dobytí severní Číny Čung-tu ztratilo své postavení, v 60. letech 13. století se mongolský chán Kublaj rozhodl umístit své hlavní město Ta-tu bezprostředně severně od bývalého Čung-tu. Výstavbu řídili Liou Ping-čung a Kuo Šou-ťing, kteří postavili nové město kolem ťinského paláce a jezera Tchaj-jie, významného vodního zdroje metropole. Jezero bylo rozšířeno na rozlohu současných „tří moří“, a kolem něj byly postaveny tři paláce. Čistota jezera byla chráněna zákonem; od pramenů v horách Jü-čchüan až k jezeru Tchaj-jie byl tok řeky Ťin-šuej zregulován a poddaným bylo zakázáno koupání, praní prádla, napájení dobytka i skládkování odpadků podél toku.
V mingském období po rozhodnutí o přenesení hlavního města do Pekingu, započala v roce 1406 stavba Zakázaného města. Nový palác byl jižně od bývalého jüanského, východně od jezera. Tchaj-jie bylo rozšířeno na jih spolu s ním. Zemina získaná při hloubení jezera a příkopů před hradbami byla použita na severu palácového okrsku, kde dělníci nasypali horu Dlouhého života (dnes Ťing-šan), přičemž zahrnuli bývalé jüanské stavby a z hlediska feng-šuej zlepšili postavení nových paláců.
Jezero pak zahrnovalo tři současné „moře“, rozdělené mosty, ale nadále kolektivně známé jako Tchaj-jie nebo Ťin-chaj (金海, Zlaté moře). Oblast kolem jezera ležící západně od Zakázaného města dostala název Západní park (西苑, Si-jüan). Mingský císař Ťia-ťing do něj přesídlil z paláců Zakázaného města ve snaze o únik z nesvobodného života u dvora, přitom se ho snažil přetvořit v taoistickou Zemi nesmrtelných.
Poté, co se chopila moci mandžuská dynastie Čching v polovině 17. století, nová vláda omezila rozsáhlé mingské parky kolem jezera, jejich část uzavřela hradbami a připojila k císařským palácům, jednotlivé úseky jezera dostaly jejich moderní jména. Postupně císaři postavili podél břehů jezera pavilony a domy, v nichž sídlili během léta.